# Gouvernorat de Kébili
Le gouvernorat de Kébili (arabe : ولاية قبلي), créé en septembre 1981, est l'un des 24 gouvernorats de la Tunisie. Il est situé dans le sud-ouest du pays, à la frontière algéro-tunisienne, et couvre une superficie de 22 454 km2, soit 13,5 % de la superficie du pays. Il abrite en 2024 une population de 183 201 habitants. Son chef-lieu est Kébili.
Ses activités économiques se concentrent principalement sur l'agriculture, les oasis produisant les célèbres dattes deglet nour, et le tourisme avec le Sahara et ses dunes situées près de Douz.

## Géographie
Situé à plusieurs centaines de kilomètres de la capitale, le gouvernorat de Kébili est limité par le gouvernorat de Gafsa au nord, le gouvernorat de Tozeur et l'Algérie à l'ouest, le gouvernorat de Gabès et le gouvernorat de Médenine à l'est et le gouvernorat de Tataouine au sud.
La température moyenne y est de 21 °C alors que la moyenne de précipitations annuelles est de 43,9 mm.
Administrativement, le gouvernorat est découpé en sept délégations, neuf municipalités et 43 imadas,.
| Délégation                                    | Population en 2024 (habitants) |
| --------------------------------------------- | ------------------------------ |
| Douz Nord                                     | 33 951                         |
| Douz Sud                                      | 21 279                         |
| Faouar                                        | 19 875                         |
| Kébili Nord                                   | 36 132                         |
| Kébili Sud                                    | 35 847                         |
| Rjim Maatoug                                  | 4 649                          |
| Souk Lahad                                    | 31 468                         |
| Sources : Institut national de la statistique |                                |

## Politique

### Gouverneurs
Voici la liste des gouverneurs depuis la création du gouvernorat :
| Numéro d'ordre | Gouverneur              | Période                         | Durée du mandat   |
| -------------- | ----------------------- | ------------------------------- | ----------------- |
| 1              | Mohamed Hafsa           | septembre 1981 - septembre 1984 | 3 ans             |
| 2              | Ameur Kriaa             | septembre 1984 - août 1987      | 2 ans, 11 mois    |
| 3              | Mabrouk Bahri           | août 1987 - octobre 1990        | 3 ans, 2 mois     |
| 4              | Barhoumi Laabidi        | octobre 1990 - mai 1991         | 7 mois            |
| 5              | Moncef Ben Tmessek      | mai 1991 - janvier 1992         | 8 mois            |
| 6              | Mohamed Laabidi         | janvier 1992 - décembre 1992    | 11 mois           |
| 7              | Abdelaziz Bouallègue    | décembre 1992 - avril 1997      | 4 ans, 4 mois     |
| 8              | Abdeljelil Zaddem       | avril 1997 - janvier 2001       | 3 ans, 9 mois     |
| 9              | Mohamed Akrimi          | janvier 2001 - juillet 2002     | 1 an, 6 mois      |
| 10             | Mohamed Faouzi Ben Arab | juillet 2001 - août 2005        | 3 ans, 1 mois     |
| 11             | Taïeb Ragoubi           | août 2005 - juillet 2006        | 11 mois           |
| 12             | Brahim Briki            | juillet 2006 - juillet 2010     | 4 ans             |
| 13             | Mahmoud Saied           | juillet 2010 - février 2011     | 7 mois            |
| 14             | Badreddine Habil        | février 2011                    | empêché d'exercer |
| 15             | Mounir Amami            | février 2011                    | démissionnaire    |
| 16             | Saleh Sabii             | février 2011 - mai 2012         | 1 an, 3 mois      |
| 17             | Amara Tlijani           | mai 2012 - octobre 2012         | 5 mois            |
| 18             | Habib Jerdi             | octobre 2012 - février 2014     | 16 mois           |
| 19             | Amara Tlijani           | février 2014 - juin 2015        | 16 mois           |
| 20             | Hachem Hmidi            | juin 2015 - septembre 2016      | 15 mois           |
| 21             | Walid Louguini          | septembre 2016 - mai 2017       | 8 mois            |
| 22             | Sami Ghabi              | mai 2017 - juin 2020            | 3 ans, 1 mois     |
| 23             | Moncef Chleghmia        | juillet 2020 - novembre 2021    | 1 an, 4 mois      |
| 24             | Mohamed Taieb Khelifi   | juin 2022 - septembre 2024      | 2 ans, 3 mois     |
| 25             | Moez Laabidi            | depuis septembre 2024           | en cours          |

### Maires
Voici la liste des maires des six municipalités du gouvernorat de Kébili dont les conseils municipaux ont été élus le 6 mai 2018 et présidés par les maires suivants :
- Douz : ?
- El Golâa : ?
- Faouar : Mohamed Ben Ali[12]
- Jemna : Nizar Najah[13]
- Kébili : Ahmed Yacoub[14]
- Souk Lahad : Ridha Maghzaoui[15]

## Économie
Ses activités économiques sont essentiellement l'agriculture, les oasis produisant les célèbres dattes deglet nour, et le tourisme avec le Sahara et ses dunes situées près de Douz.
Sa population active s'élève à 26 785 personnes reparties essentiellement entre l'agriculture (38,1 %), l'industrie manufacturière (21 %) et les services (41 %).
Le secteur de l'industrie compte treize entreprises dont deux sont totalement exportatrices. Ces unités industrielles opèrent en grande partie dans le conditionnement des dattes et l'entreposage frigorifique de fruits et légumes. La région compte aussi six unités à capital étranger ou mixte dont cinq unités opèrent dans le secteur touristique. Dans la région, il existe quatre zones industrielles :
- Kébili-Route de Tozeur ;
- Conseil régional ;
- Souk Lahad ;
- Douz.

## Sport
Le gouvernorat compte trois associations de football qui évoluent toutes en division régionale Sud-Est :
- l'Oasis sportive de Kébili (OSK)
- l'Avenir sportif de Souk Lahad (ASSL)
- le Sahara sportif de Douz (SSD)

Parmi les footballeurs originaires de la région figurent Haythem Mrabet, Ahmed Jaouachi, Ali Kriden, Mejdi Ben Mohamed et Belgacem Toniche.
L'OSK dispose aussi d'une section de boxe qui fut très active dans le passé et a formé quelques champions de Tunisie. L'athlétisme est également pratiqué par l'Athletic Club de Nefzaoua, alors que les sports de combat comptent de nombreux adhérents.